# Rhadinosa parvula
Rhadinosa parvula es una especie de insecto coleóptero de la familia Chrysomelidae.
Fue descrita científicamente en 1861 por Motschulsky.